# Las Vertientes (San Luis)
La Vertiente es una localidad del Departamento Libertador General San Martín, ubicada en el noreste de la provincia de San Luis, Argentina.
Se encuentra a 1287 m s. n. m. sobre las sierras de San Luis, siendo una de las localidades a mayor altura de toda la provincia.

## Población
Contó con 98 habitantes (Indec, 2010), lo que representó un incremento del 19,5 % frente a los 82 habitantes (Indec, 2001) del censo anterior.
Según el censo 2022 la población total de la Comisión municipal fue de 155 personas. En tanto, el número de viviendas registradas fue de 79.
| Gráfica de evolución demográfica de Las Vertientes entre 1991 y 2022 |
|                                                                      |
| Fuente: Censos nacionales del INDEC                                  |